# 14466 Hodge
A 14466 Hodge (korábbi nevén 1993 OY2) a Naprendszer kisbolygóövében található aszteroida. M. Hammergren fedezte fel 1993. július 25-én.

## Kapcsolódó szócikk
- Kisbolygók listája (14001–14500)